# شبح را بگیر (مجموعه تلویزیونی)
شبح را بگیر (کره‌ای: 유령을 잡아라) یک مجموعهٔ تلویزیونی ساخت کرهٔ جنوبی در سال ۲۰۱۹ است که مون گیون یانگ و کیم سون هو در آن به ایفای نقش پرداخته‌اند. این سریال  از ۲۱ اکتبر تا ۱۰ دسامبر ۲۰۱۹ از تی‌وی‌ان پخش شد.این مجموعه از۳۰ مهر ۱۴۰۱ ازشبکه پنج سیما پخش شد

## خلاصهٔ داستان
یو ریونگ (مون گیون یانگ) پلیس تازه کاری است که برای یافتن خواهر دوقلوی گمشده خود که مبتلا به اوتیسم است، این شغل را انتخاب کرده اما بخاطر حس عدالت جویی زیادی که دارد معمولا با رفتارهای تند و تیزش قوائد را رعایت نکرده و مرتب خودش را به دردسر می‌اندازد. او با گو جی سوک (کیم سون هو) رییس پاسگاه آشنا می‌شود. گو جی سوک سعی می‌کند ضمن برطرف کردن خرابکاری‌های یو ریونگ با او نیز همکاری کند …

## بازیگران

### اصلی
- مون گیون یانگ در نقش یو ریونگ[۳]
- کیم سون هو در نقش گو جی سوک[۴]

### مکمل

#### افسران پلیس
- جو جه یون در نقش لی من جین
- آن سونگ گیون در نقش کانگ سو هو
- جونگ یو جین در نقش ها ماری[۵]
- کی دو هون در نقش کیم وو هیوک[۵]
- لی جون هیوک به عنوان رئیس گونگ، بازرس ارشد

#### سایرین
- نام گی ئه در نقش هان ئه-شیم[۵]
- سونگ اوک سوک در نقش کیم هیونگ جا
- لی جه وو در نقش کیم هیونگ سو
- پارک هان سول در نقش پارک یو می
- سونگ سانگ یون در نقش پارک می هیون
- پارک هو سان در نقش چوی دو چول (قسمت ۳-۴)
- هان جی سانگ
- لی سه هی در نقش "مدونا"[۶]
- لی هونگ نه در نقش گو دونگ من
- کیم گان وو در نقش کیم هی جون
- باک سو یی در نقش ما هی جین (قسمت ۴-۵)[۷]